# Torrontés

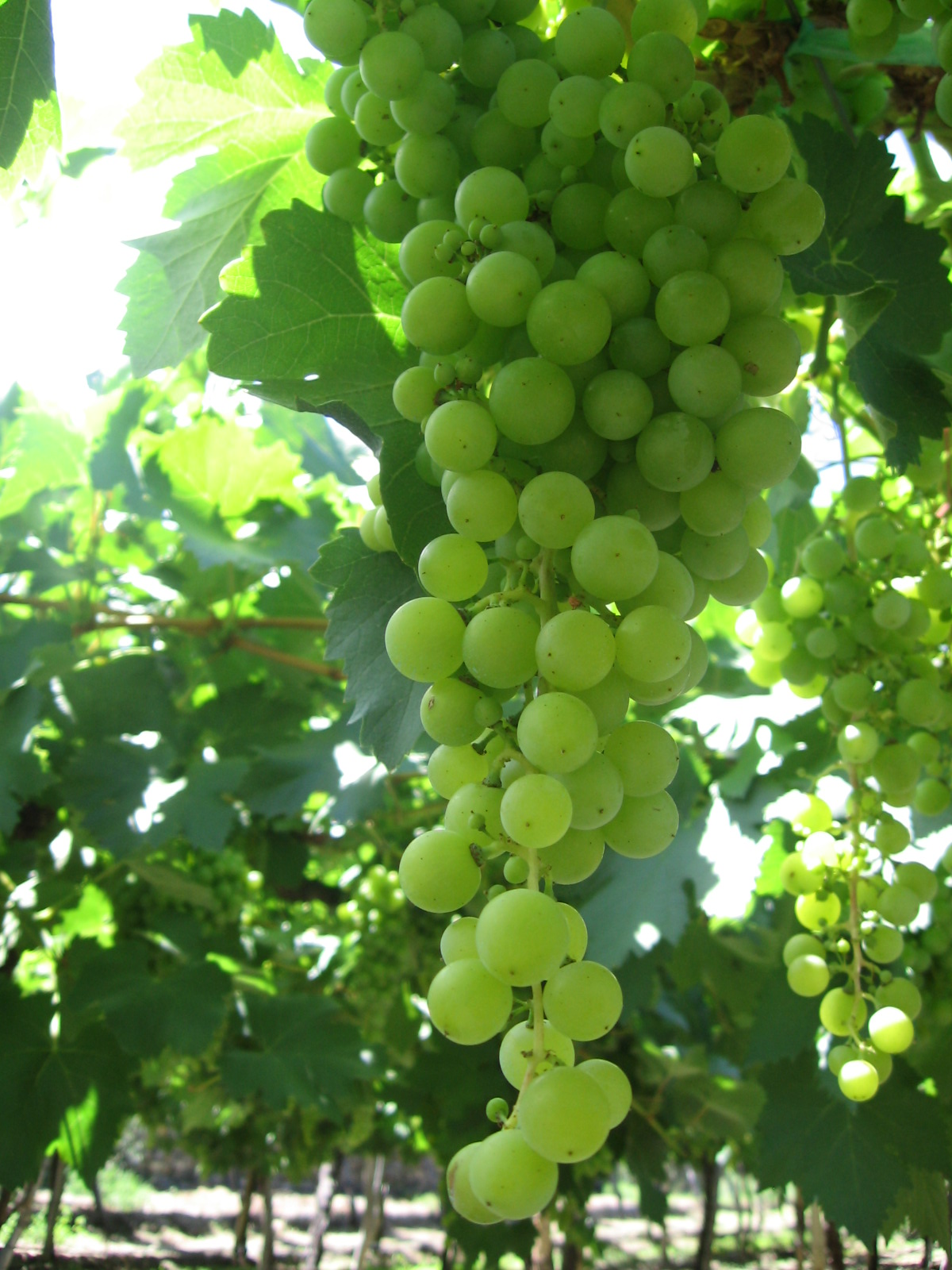
Torrontés

Torrontés är en typisk argentinsk vitfärgad vindruva av arten vinranka som ger friska, aromatiska vita viner. Det förekommer tre varianter i Argentina.
Det finns även en druva i Galicien som heter torrontés, men deras släktskap är osäkert.

## Historia
Nyligen gjorda DNA-forskningar har visat att druvan är besläktad med malvasiadruvor, som härstammar från östra Medelhavet och som återfinns på flera atlantiska öar, såsom Madeira. Det är okänt hur torrontésdruvan kom till Argentina, men troligen har den funnits där länge. Den kan ha tagits med av spanska kolonisatörer, ganska troligt missionärer.
Andra DNA-forskningar har bekräftat att de två vanligare sorterna, Torrontés Riojano och Torrontés Sanjuanino, är nära besläktade. Torrontés Mendocino har ampelografiska skillnader som antagligen betyder att den inte är lika nära släkt.

## Spridning och viner

### Argentina
I Argentina finns det ungefär 8,700 hektar med odlade Torrontés Riojano och 4,850 hektar Torrontés Sanjuanino. Odlingar i väldigt höga områden, över 1700 meter, i norra delen av Argentina har nyligen skördat framgång.

### Chile
Torrontés odlas i Chile, huvudsakligen för tillverkning av pisco.

## Vin och vitikultur
Torrontés gillar torra, blåsiga förhållanden. Torrontés Riojano likt Torrontés Sanjuanoni växer i stora klasar med bleka druvor. Torrontés Mendocino växer i mindre klasar, med mörkgula druvor.

## Synonymer
- Moscatel de Austria